# Holcopsis bifenestrata
Holcopsis bifenestrata är en tvåvingeart som först beskrevs av Osten Sacken 1886.  Holcopsis bifenestrata ingår i släktet Holcopsis och familjen bromsar. Inga underarter finns listade i Catalogue of Life.